# Kasteel van Bled

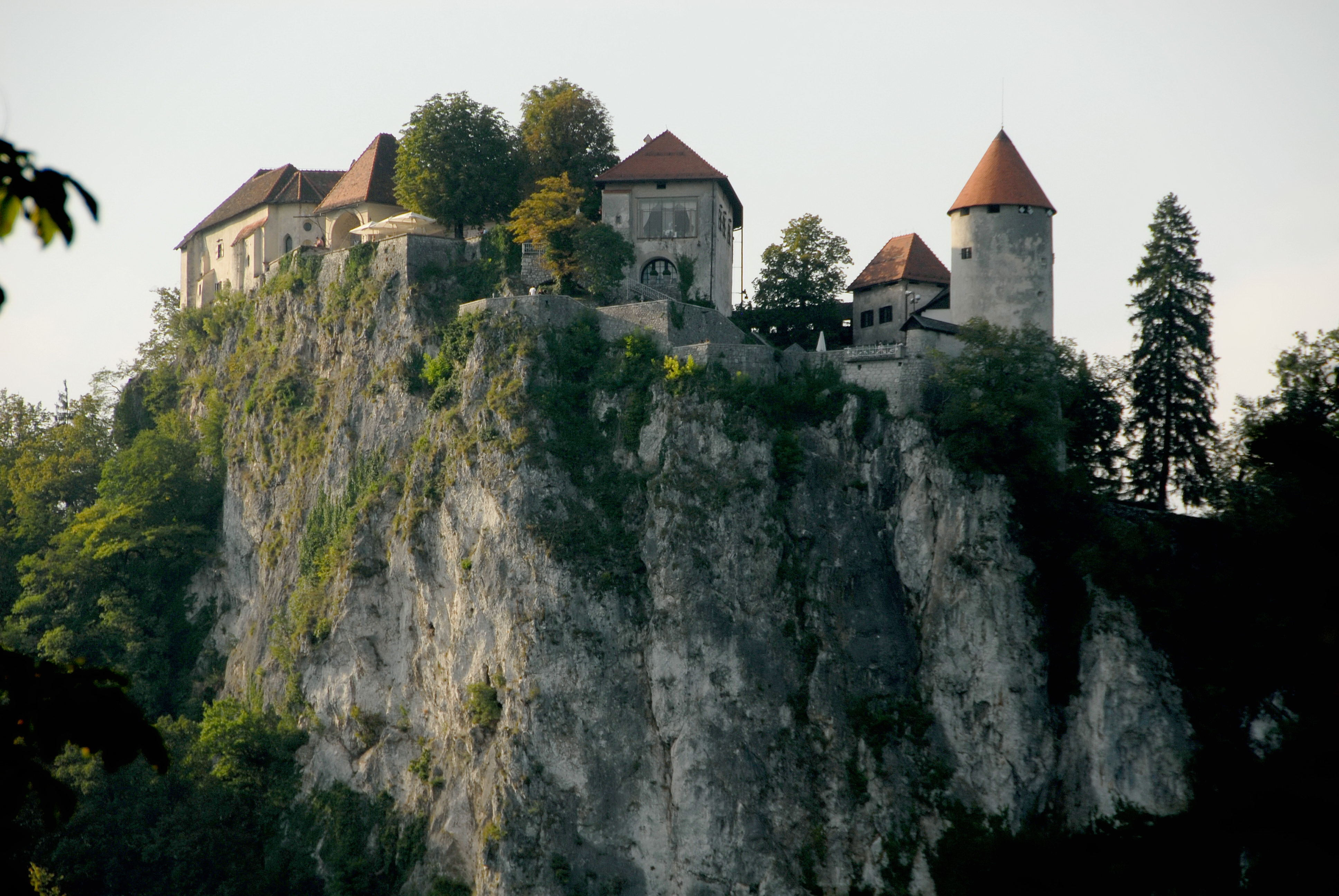
Kasteel van Bled

Het Kasteel van Bled (Sloveens: Blejski grad) is een kasteel op de top van een 130 meter hoge rots bij het meer van Bled bij Bled in het noordwesten van Slovenië.
Het kasteel dateert uit de 11e eeuw. Het heeft twee binnenplaatsen die middels een trap met elkaar zijn verbonden  en een kleine kapel uit de 16e eeuw, met fresco's. In de zuidvleugel is een museum.
Het is een belangrijke toeristische attractie.

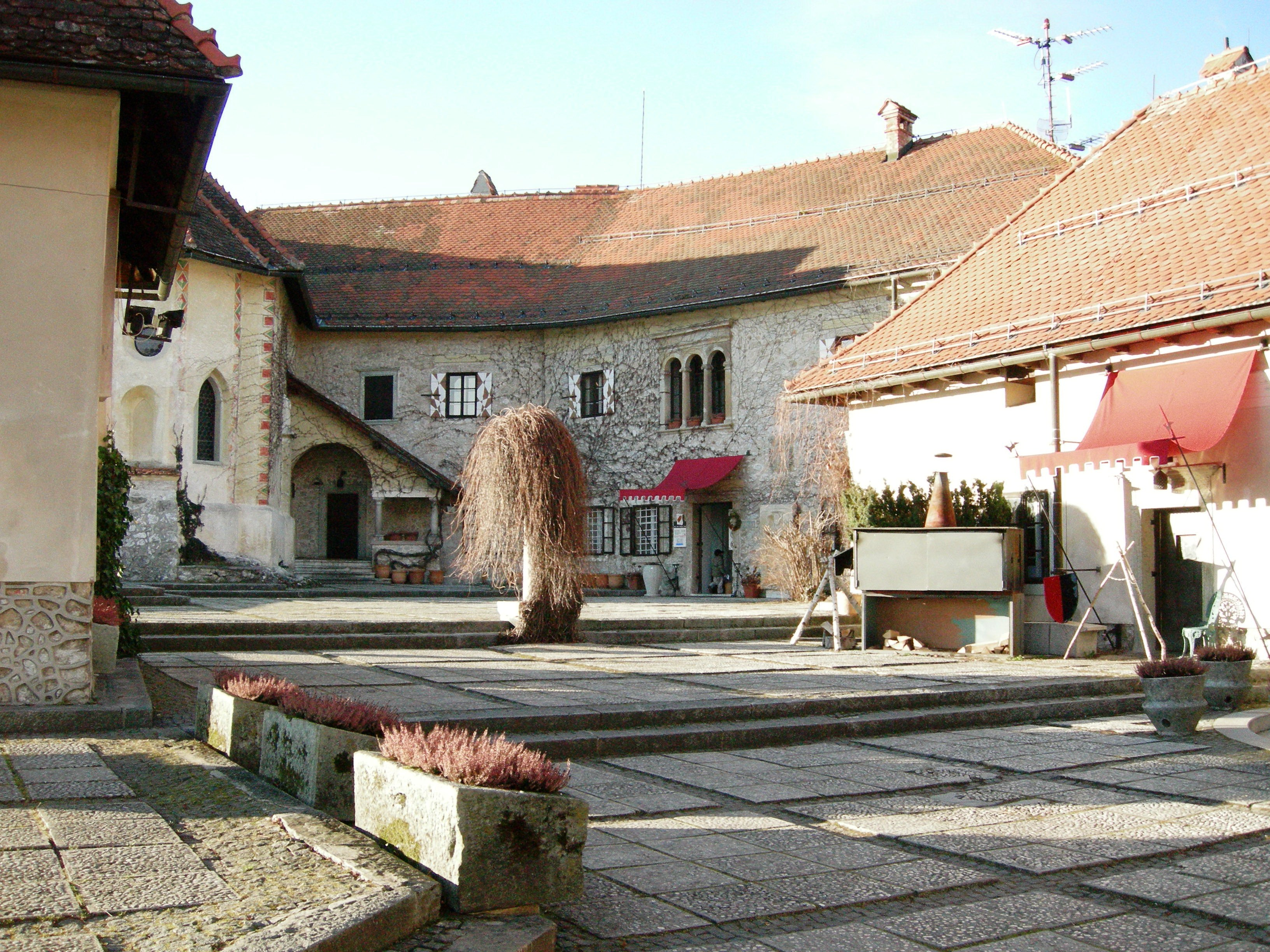
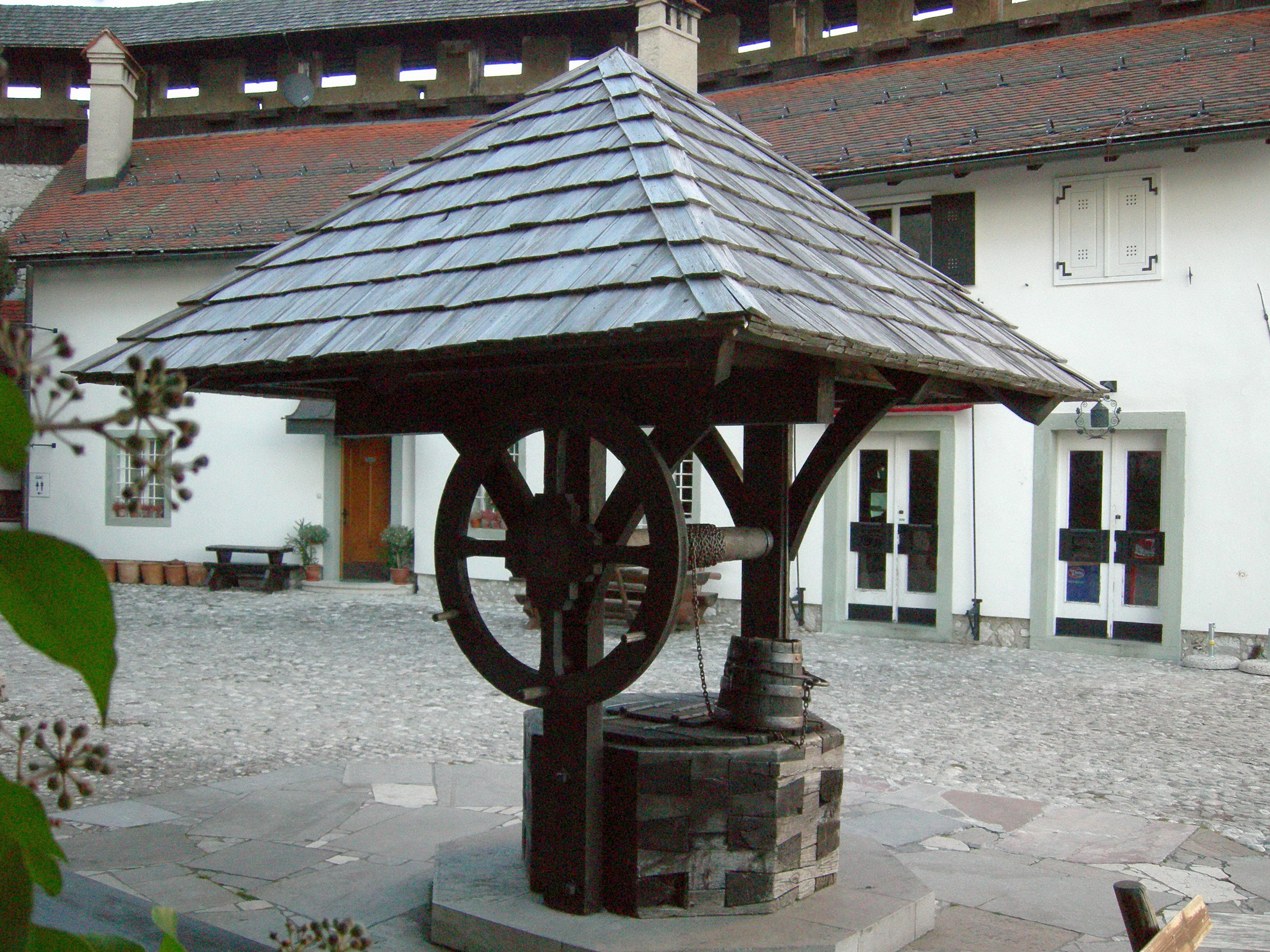
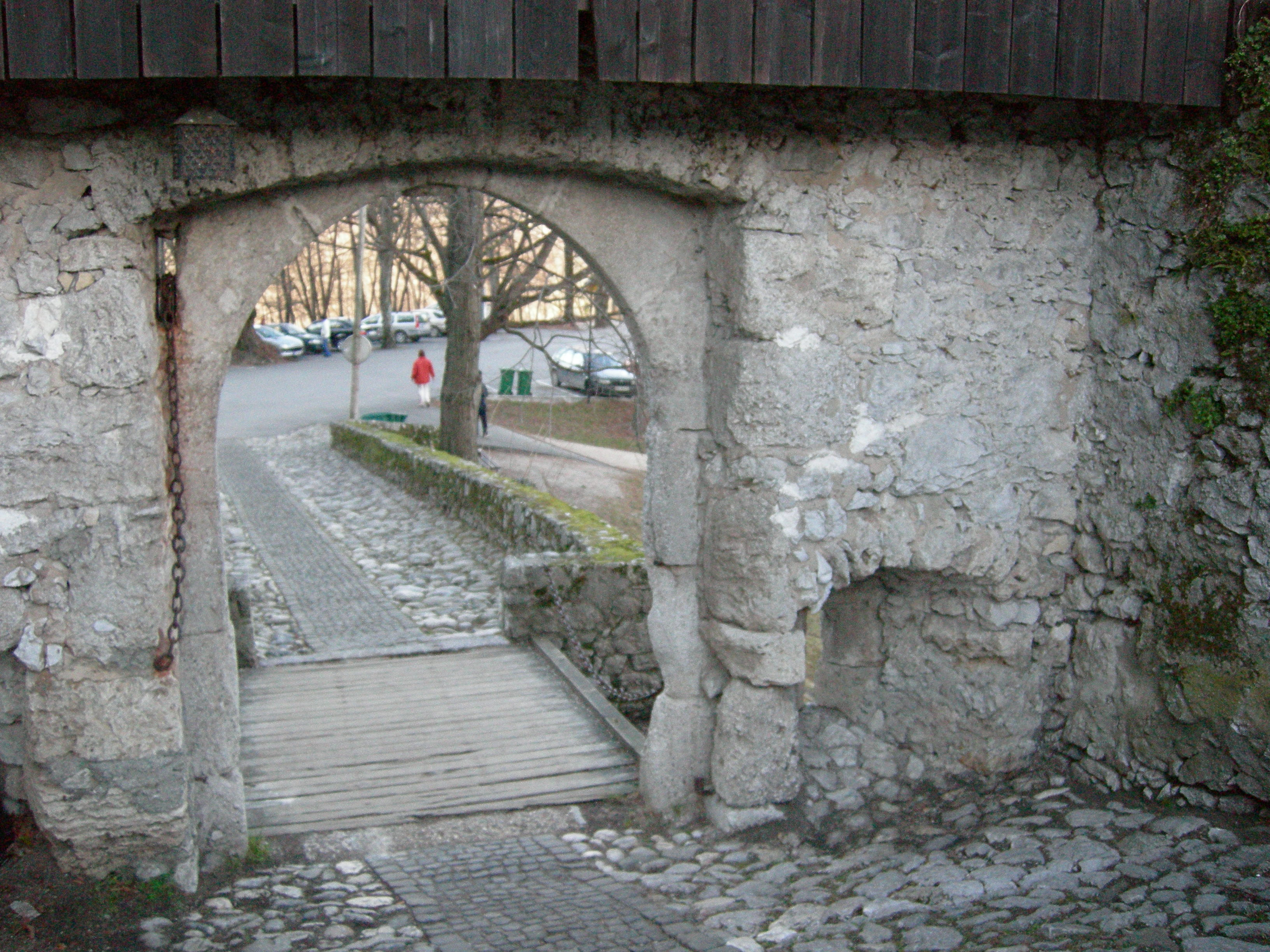
ingang